# مهدی ناظری
مهدی ناظری (۱۳۶۷ در بندرعباس) عکاس اهل ایران است که در ژانر عکاسی مستند اجتماعی فعالیت می‌کند.
ناظری در ۲۲ سالگی عکاسی را به صورت خودآموخته شروع کرد و ابتدا فتومونتاژ و عکاسی مستند را شروع کرد ولی در ادامه به عکاسی مستند اجتماعی روی آورد. او فعالیت‌های گوناگونی در زمینهٔ عکاسی داشته که از جملهٔ آن‌ها می‌توان به نمایشگاه انفرادی و نمایشگاه‌های گروهی داخلی و بین‌المللی، نمایشگاه‌گردانی، نویسندگی و تدریس عکاسی اشاره نمود.
وی در سال ۱۳۹۴ مدال برنز جایزهٔ عکاسی پاریس را دریافت کرد در سال ۱۳۹۵ برندهٔ رتبهٔ اول پرتره و رتبهٔ دوم مراسم مسابقهٔ عکس مسکو شد و در همین سال نشان شایستهٔ تقدیر جوایز بین‌المللی عکاسی را دریافت کرد. ناظری در ۱۳۹۷ از سوی فدراسیون بین‌المللی هنر عکس لقب هنرمند ممتاز را دریافت کرد.
او در بیش از ۱۵ نمایشگاه گروهی بین المللی حضور داشته و بیش از ۲۰ جایزه بین المللی را کسب کرده است.